# نورترن راک
نورترن راک (انگلیسی: Northern Rock) شرکت خدمات مالی و بانکداری بریتانیایی است، که در سال ۱۸۵۰ تأسیس شد.